# Lista de membros da Royal Society eleitos em 2003
Esta é uma lista de Membros da Royal Society eleitos em 2003.

## Fellows
- John David Barrow
- Jocelyn Bell Burnell
- Mariann Bienz
- William Bonfield
- John Milton Brown
- Mark Wayne Chase
- Michael Coey
- Kay Davies
- Anthony Dickinson
- Eleanor Dodson
- Peter Dornan
- Ann Dowling
- Jeffery Errington
- Roger Fletcher
- Roderick Flower
- Melvyn Greaves
- Peter Green
- Keith Gull
- Peter William Harold Holland
- James Hough
- Malcolm Irving
- Jonathan Dallas George Jones
- Michael Lawrence Klein
- Alan MacDiarmid
- Stephen Mann
- Richard John Nelmes
- Stephen O'Rahilly
- Bridget Ogilvie
- Tim Palmer
- John Papaloizou
- Venkatraman Ramakrishnan
- Elizabeth Robertson
- John Gair Robson
- John Donald Scott
- Richard H. Sibson
- Leon Simon
- Geoffrey Lilley Smith
- Adrian Peter Sutton
- Karen Heather Vousden
- Andrew Watson
- Fiona Mary Watt
- Peter Neil Temple Wells

## Foreign Members
- Denis Baylor
- Fotis Kafatos
- Klaus von Klitzing
- Donald Knuth
- José Sarukhán
- Valentine Telegdi